# Szlonka Márta
Szlonka Márta (Budapest, 1930. június 28. – 2014. december) magyar színésznő.

## Életpályája
Budapesten született, 1930. június 28-án. Pályáját 1951-től a Madách Színházban kezdte, színészi diplomáját 1953-ban vehette át a Színház- és Filmművészeti Főiskolán.
Önmagáról mesélte:

„A legnehezebb időkben vettek fel a főiskolára, 1951-ben. Egyben a Madách Színház ösztöndíjasa lettem, ahol a kor legnagyobbjai, Tolnay Klári, Pécsi Sándor, Dajka Margit játszottak – és hogyan! A tanulás csodálatos hét éve volt ez, miközben a főiskolán Várkonyi Zoltán, Básti Lajos, olykor Gellért Endre tanított. Magas helyekről moszkvai ösztöndíjat ajánlottak fel, melyet visszautasítottam, nem akartam a Szovjetunióba menni. Ezzel persze hosszú időre megtört még el sem indult karrierem. Csak 1956 után szerződhettem a Déryné Színházhoz – sokak menedékéhez. Első szerepem Móricz Pillangója volt.… Férjhez mentem Várkonyi Sándor karmesterhez, és három sikeres szezon után magánéleti okokból felbontottam szerződésemet. Szabadúszóként irodalmi esteken léptem fel, ahol a kis települések közönségének hálája és szeretete megéreztette velem, hogy az emberek milyen szomjasak a szép és igaz szóra. Időközben férjem külföldi szerződést kapott, és kimentem vele egy évre Ausztriába. Hazatérésem után itthon újra elölről kellett kezdeni. Ismét a Népszínház nyújtott kezet felém, és végre nyugalmas évek következtek, a kiegyensúlyozott munka évei.”

1957-től az Állami Déryné Színházhoz szerződött. 1959-től egy évadot a Békés Megyei Jókai Színházban töltött. 1960-tól a kaposvári Csiky Gergely Színház színésznője volt. 1976–1990 között az Állami Déryné Színház és a jogutód Népszínház társulatának művésznője volt.

## Fontosabb színházi szerepei
- William Shakespeare: Macbeth... Első boszorkány
- William Shakespeare: Romeo és Júlia... Júlia
- Molière: A nők iskolája... Ágnes, Arnolphe neveltje
- Jean Racine: Phaedra... Oinone
- Victorien Sardou: A szókimondó asszonyság... Julie
- Friedrich Schiller: Ármány és szerelem... Millerné
- Arthur Miller: A salemi boszorkányok... Tituba, Parris néger szolgálója
- Anton Pavlovics Csehov: Ványa bácsi... Szónya
- Alekszandr Nyikolajevics Osztrovszkij: A művésznő és hódolói... Domna Pantyelevna, Nyegina anyja
- Jókai Mór: A kőszívű ember fiai... Plankenhorst Alfonsine
- Mikszáth Kálmán: A Noszty fiú esete Tóth Marival... Mari, Tóthék lánya
- Móricz Zsigmond: Légy jó mindhalálig... Bella
- Móricz Zsigmond - Gyökössy Zsolt: Pillangó... Zsuzsika
- Molnár Ferenc: Olympia... Olympia
- Dobozy Imre: Szélvihar... Csendes Juliska
- Németh László: Galilei... Niccolininé
- Sarkadi Imre: Elveszett paradicsom... Zsófi
- Kertész Ákos: Névnap... Juli
- Kertész Ákos: Sziklafal... Anna
- Raffai Sarolta: Egyszál magam... Anna
- Halasi Mária: Akkor, egyetlen egyszer... Eszter
- Nyíri Tibor: Menyasszonytánc... Szőke Miska
- Örsi Ferenc: Kilóg a lóláb... Kocsis Marika
- Maróti Lajos: Egy válástörténete... Mária-Terézia
- Csurka István: Házmestersirató... Jónásné
- Marsall László: Sziporka és a sárkány... Nyanya
- Selmeczi Elek: Örvény... Éva
- Dunai Ferenc: A nadrág... Berta; Soltészné
- Schönthan testvérek - Kellér Dezső: A szabin nők elrablása... Elvira
- Csukás István: Ágacska... Dovre anyó
- Szekernyés László: Trón alatt a király... Dupla Dorottya hercegnő
- Gyárfás Endre: Márkus mester visszatér... Sün anyó
- Ambrózy Ágoston - Nemes Zoltán - Jókai Mór: Telihold... Zsófi, Harangi felesége
- Tabi László: Különleges világnap... Kati
- Zoltán Pál: Gabriel Pat... Lilian
- Alexandru Kirițescu: Szarkafészek... Aneta
- Emmanuel Roblès: A király nevében... Anya
- Robert Merle: Korinthoszban többé nem hal meg senki... Cynara, rableány
- Jevgenyij Lvovics Svarc: Hókirálynő... Nagymama
- Alekszej Nyikolajevics Arbuzov: Egy szerelem története (Irkutszki történet)... Öreg parasztasszony
- Borisz Andrejevics Lavrenyov: Amerika hangja... Meeriel
- Vladimir Bojcsuk: Üzlet az udvarban... Ági
- Vszevelod Vitaljevics Visnyevszkij: Optimista tragédia... Komisszárnő, a Párt küldötte a Balti flottához
- Harriet Beecher Stowe: Tamás bátya kunyhója... Cassy, félvér házvezetőnő
- Peter Karvaš: Antigoné és a többiek... Anti, akit Tonkának is hívnak
- Irina Karnauhova - I. Brauszevics: Mese a tűzpiros virágról... Kikimóra, a mocsár szelleme